# Halowe rekordy świata w lekkoatletyce

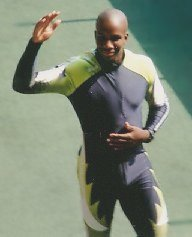
Donovan Bailey – rekordzista na 50 metrów

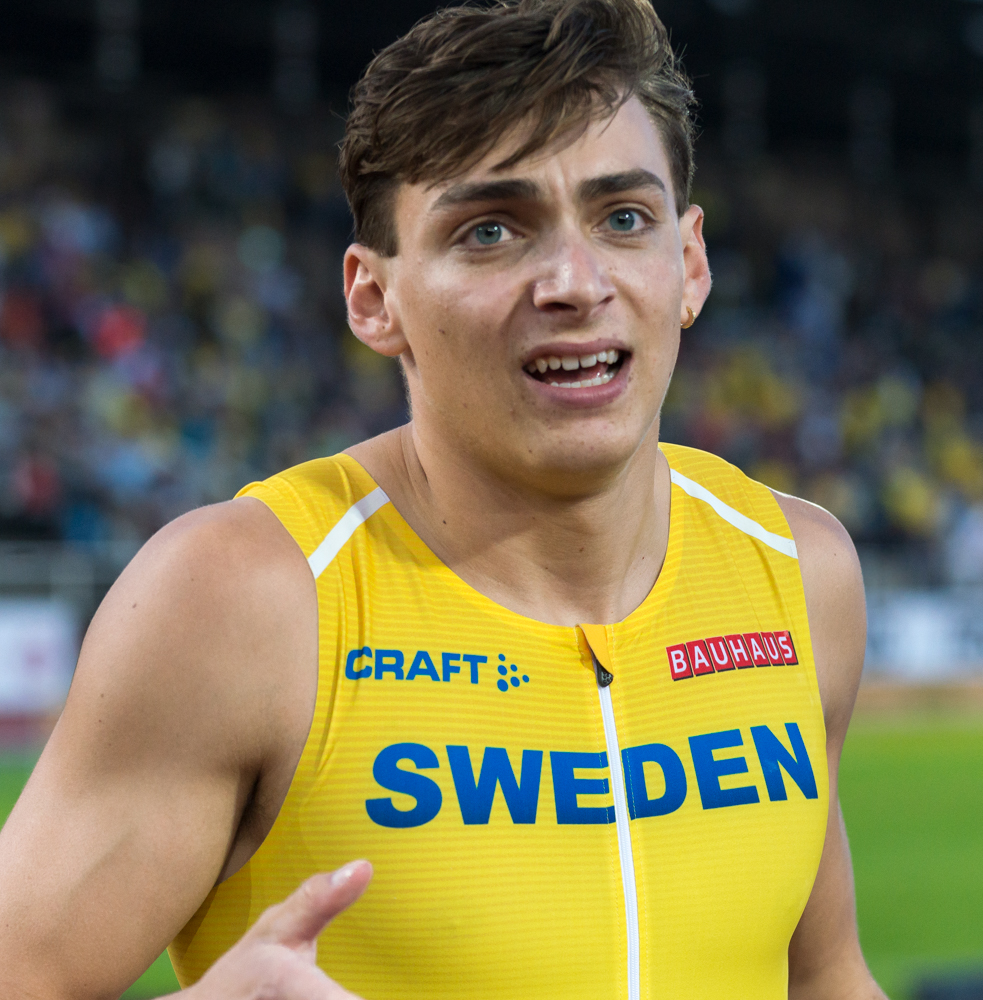
Armand Duplantis – rekordzista w skoku o tyczce

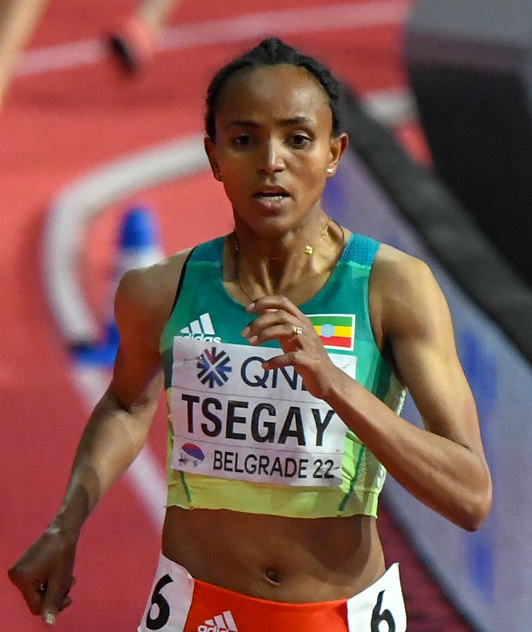
Gudaf Tsegay – rekordzistka w biegu na 1500 metrów

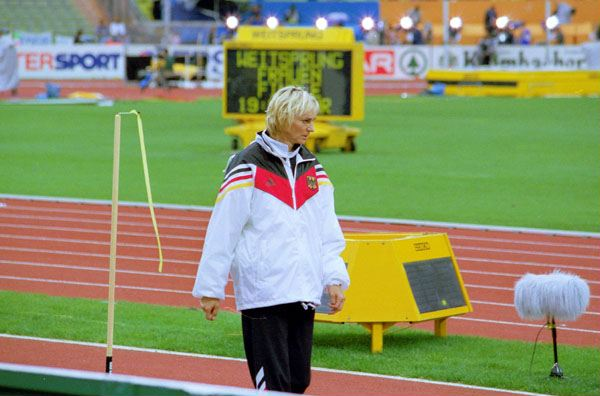
Heike Drechsler – rekordzistka w skoku w dal

Halowe rekordy świata w lekkoatletyce – najlepsze wyniki w historii halowych startów lekkoatletów na całym świecie.

## Mężczyźni
| Konkurencja                   | Zawodnik                                                  | Wynik    | Kraj                                                      | Data                  |
| ----------------------------- | --------------------------------------------------------- | -------- | --------------------------------------------------------- | --------------------- |
| Bieg na 50 m                  | Donovan Bailey                                            | 5,56     | Kanada                                                    | 9 lutego 1996(dts)    |
| Bieg na 55 m                  | Obadele Thompson                                          | 5,99     | Barbados                                                  | 22 lutego 1997(dts)   |
| Bieg na 60 m                  | Christian Coleman                                         | 6,34     | Stany Zjednoczone                                         | 18 lutego 2018(dts)   |
| Bieg na 200 m                 | Frankie Fredericks                                        | 19,92    | Namibia                                                   | 18 lutego 1996(dts)   |
| Bieg na 300 m                 | Steven Gardiner                                           | 31,56    | Bahamy                                                    | 28 stycznia 2022(dts) |
| Bieg na 400 m                 | Kerron Clement                                            | 44,57    | Stany Zjednoczone                                         | 12 marca 2005(dts)    |
| Bieg na 500 m                 | Abd al-Ilah Harun                                         | 59,83    | Katar                                                     | 17 lutego 2016(dts)   |
| Bieg na 600 m                 | Donavan Brazier                                           | 1:13,77  | Stany Zjednoczone                                         | 24 lutego 2019(dts)   |
| Bieg na 800 m                 | Wilson Kipketer                                           | 1:42,67  | Dania                                                     | 9 marca 1997(dts)     |
| Bieg na 1000 m                | Ayanleh Souleiman                                         | 2:14,20  | Dżibuti                                                   | 17 lutego 2016(dts)   |
| Bieg na 1500 m                | Jakob Ingebrigtsen                                        | 3:29,63+ | Norwegia                                                  | 13 lutego 2025(dts)   |
| Bieg na milę                  | Jakob Ingebrigtsen                                        | 3:45,14  | Norwegia                                                  | 13 lutego 2025(dts)   |
| Bieg na 2000 m                | Kenenisa Bekele                                           | 4:49,99  | Etiopia                                                   | 17 lutego 2007(dts)   |
| Bieg na 3000 m                | Grant Fisher                                              | 7:22,91  | Stany Zjednoczone                                         | 8 lutego 2025(dts)    |
| Bieg na 2 mile                | Josh Kerr                                                 | 8:00,67  | Wielka Brytania                                           | 11 lutego 2024(dts)   |
| Bieg na 5000 m                | Grant Fisher                                              | 12:44,09 | Stany Zjednoczone                                         | 14 lutego 2025(dts)   |
| Bieg na 50 m przez płotki     | Mark McKoy                                                | 6,25     | Kanada                                                    | 5 marca 1986(dts)     |
| Bieg na 55 m przez płotki     | Renaldo Nehemiah                                          | 6,83     | Stany Zjednoczone                                         | 30 stycznia 1982(dts) |
| Bieg na 60 m przez płotki     | Grant Holloway                                            | 7,27     | Stany Zjednoczone                                         | 16 lutego 2024(dts)   |
| Bieg na 110 m przez płotki    | Allen Johnson                                             | 13,34    | Stany Zjednoczone                                         | 14 lutego 1995(dts)   |
| Bieg na 300 m przez płotki    | Karsten Warholm                                           | 34,26    | Norwegia                                                  | 10 lutego 2018(dts)   |
| Bieg na 400 m przez płotki    | Félix Sánchez                                             | 48,78    | Dominikana                                                | 18 lutego 2012(dts)   |
| Bieg na 2000 m z przeszkodami | Paul Kipsiele Koech                                       | 5:13,77  | Kenia                                                     | 13 lutego 2011(dts)   |
| Bieg na 3000 m z przeszkodami | Aleksandr Zagorujko                                       | 8:17,46  | ZSRR                                                      | 21 lutego 1982(dts)   |
| Skok wzwyż                    | Javier Sotomayor                                          | 2,43     | Kuba                                                      | 4 marca 1989(dts)     |
| Skok o tyczce                 | Armand Duplantis                                          | 6,27     | Szwecja                                                   | 28 lutego 2025(dts)   |
| Skok w dal                    | Carl Lewis                                                | 8,79     | Stany Zjednoczone                                         | 27 stycznia 1984(dts) |
| Trójskok                      | Fabrice Zango                                             | 18,07    | Burkina Faso                                              | 16 stycznia 2021(dts) |
| Pchnięcie kulą                | Ryan Crouser                                              | 22,82    | Stany Zjednoczone                                         | 24 stycznia 2021(dts) |
| Chód na 3000 m                | Tom Bosworth                                              | 10:30,28 | Wielka Brytania                                           | 25 lutego 2018(dts)   |
| Chód na 5000 m                | Francesco Fortunato                                       | 17:55,65 | Włochy                                                    | 22 lutego 2025(dts)   |
| Siedmiobój                    | Ashton Eaton                                              | 6645 pkt | Stany Zjednoczone                                         | 10 marca 2012(dts)    |
| Sztafeta 4 × 200 m            | Darren Braithwaite Linford Christie John Regis Ade Mafe   | 1:22,11  | Wielka Brytania                                           | 3 marca 1991(dts)     |
| Sztafeta 4 × 400 m            | Amere Lattin Obi Igbokwe Jermaine Holt Kahmari Montgomery | 3:01,51  | Stany Zjednoczone · (University of Houston)               | 9 lutego 2019(dts)    |
| Sztafeta 4 × 800 m            | Joe McCasey Kyle Merber Chris Giesting Jesse Garn         | 7:11,30  | Stany Zjednoczone · (Hoka New Jersey/New York Track Club) | 25 lutego 2018(dts)   |

## Kobiety
| Konkurencja                   | Zawodniczka                                                                | Wynik    | Kraj              | Data                  |
| ----------------------------- | -------------------------------------------------------------------------- | -------- | ----------------- | --------------------- |
| Bieg na 50 m                  | Irina Priwałowa                                                            | 5,96     | Rosja             | 9 lutego 1995(dts)    |
| Bieg na 55 m                  | Evelyn Ashford                                                             | 6,55     | Stany Zjednoczone | 26 lutego 1982(dts)   |
| Bieg na 55 m                  | Jeanette Bolden                                                            | 6,55     | Stany Zjednoczone | 21 lutego 1986(dts)   |
| Bieg na 60 m                  | Irina Priwałowa                                                            | 6,92     | Rosja             | 11 lutego 1993(dts)   |
| Bieg na 60 m                  | Irina Priwałowa                                                            | 6,92     | Rosja             | 9 lutego 1995(dts)    |
| Bieg na 200 m                 | Merlene Ottey                                                              | 21,87    | Jamajka           | 13 lutego 1993(dts)   |
| Bieg na 300 m                 | Irina Priwałowa                                                            | 35,45    | Rosja             | 17 stycznia 1993(dts) |
| Bieg na 300 m                 | Shaunae Miller-Uibo                                                        | 35,45    | Bahamy            | 3 lutego 2018(dts)    |
| Bieg na 400 m                 | Femke Bol                                                                  | 49,17    | Holandia          | 2 marca 2024(dts)     |
| Bieg na 500 m                 | Femke Bol                                                                  | 1:05,63  | Holandia          | 4 lutego 2023(dts)    |
| Bieg na 600 m                 | Keely Hodgkinson                                                           | 1:23,41  | Wielka Brytania   | 28 stycznia 2023(dts) |
| Bieg na 800 m                 | Jolanda Čeplak                                                             | 1:55,82  | Słowenia          | 3 marca 2002(dts)     |
| Bieg na 1000 m                | Maria Mutola                                                               | 2:30,94  | Mozambik          | 25 lutego 1999(dts)   |
| Bieg na 1500 m                | Gudaf Tsegay                                                               | 3:53,09  | Etiopia           | 9 lutego 2021(dts)    |
| Bieg na milę                  | Genzebe Dibaba                                                             | 4:13,31  | Etiopia           | 17 lutego 2016(dts)   |
| Bieg na 2000 m                | Genzebe Dibaba                                                             | 5:23,75  | Etiopia           | 7 lutego 2017(dts)    |
| Bieg na 3000 m                | Genzebe Dibaba                                                             | 8:16,60  | Etiopia           | 6 lutego 2014(dts)    |
| Bieg na 2 mile                | Genzebe Dibaba                                                             | 9:00,48  | Etiopia           | 15 lutego 2014(dts)   |
| Bieg na 5000 m                | Genzebe Dibaba                                                             | 14:18,86 | Etiopia           | 19 lutego 2015(dts)   |
| Bieg na 50 m przez płotki     | Cornelia Oschkenat                                                         | 6,58     | NRD               | 20 lutego 1988(dts)   |
| Bieg na 55 m przez płotki     | Tiffany Lott-Hogan                                                         | 7,30     | Stany Zjednoczone | 22 lutego 1997(dts)   |
| Bieg na 60 m przez płotki     | Devynne Charlton                                                           | 7,65     | Bahamy            | 3 marca 2024(dts)     |
| Bieg na 100 m przez płotki    | Ludmiła Engquist                                                           | 12,64    | Szwecja           | 10 lutego 1997(dts)   |
| Bieg na 300 m przez płotki    | Stine Tomb                                                                 | 40,09    | Norwegia          | 5 lutego 2011(dts)    |
| Bieg na 400 m przez płotki    | Sheena Tosta                                                               | 56,41    | Stany Zjednoczone | 12 lutego 2011(dts)   |
| Bieg na 2000 m z przeszkodami | Maruša Mišmaš                                                              | 5:47,79  | Słowenia          | 19 lutego 2020(dts)   |
| Bieg na 3000 m z przeszkodami | Tatjana Pietrowa                                                           | 9:07,00  | Rosja             | 17 lutego 2006(dts)   |
| Skok wzwyż                    | Kajsa Bergqvist                                                            | 2,08     | Szwecja           | 4 lutego 2006(dts)    |
| Skok o tyczce (Progresja)     | Jennifer Suhr                                                              | 5,03     | Stany Zjednoczone | 30 stycznia 2016(dts) |
| Skok w dal                    | Heike Drechsler                                                            | 7,37     | NRD               | 13 lutego 1988(dts)   |
| Trójskok                      | Yulimar Rojas                                                              | 15,74    | Wenezuela         | 20 marca 2022(dts)    |
| Pchnięcie kulą                | Helena Fibingerová                                                         | 22,50    | Czechosłowacja    | 19 lutego 1977(dts)   |
| Chód na 3000 m                | Claudia Iovan                                                              | 11:40,33 | Rumunia           | 30 stycznia 1999(dts) |
| Chód na 5000 m                | Wiera Sokołowa                                                             | 20:10,3h | Rosja             | 30 grudnia 2010(dts)  |
| Pięciobój                     | Nafissatou Thiam                                                           | 5055 pkt | Belgia            | 3 marca 2023(dts)     |
| Sztafeta 4 × 200 m            | Irina Chabarowa Jekatierina Kondratjewa Julia Pieczonkina Julija Guszczina | 1:32,41  | Rosja             | 29 stycznia 2005(dts) |
| Sztafeta 4 × 400 m            | Olesia Forszewa Olga Zajcewa Olga Kotlarowa Julija Guszczina               | 3:23,37  | Rosja             | 28 stycznia 2006(dts) |
| Sztafeta 4 × 800 m            | Chrishuna Williams Raevyn Rogers Charlene Lipsey Ajeé Wilson               | 8:05,89  | Stany Zjednoczone | 3 lutego 2018(dts)    |